# Nagy-Hárs-hegy
A Nagy-Hárs-hegy egy hegy a Budai-hegységben, Budapest területén. A magassága 454 méter.

## Földrajz
A hegy északkeleti oldalán, közvetlenül a csúcs alatt nyílik a Bátori-barlang.
A népszerűbb János-hegyhez és Normafához képest a hárs-hegyi lejtőkön kisebb a turisták által okozott környezetterhelés.

## Történelem
A hegy tetején korábban egy fából készült kilátó állt, de azt elhanyagolták, és összedőlt. Ennek a helyére épült az 1980-as években a ma álló Kaán Károly-kilátó, amelyen korábban emléktábla őrizte Kaán Károly emlékét, de ezt a rongálások miatt eltávolították. A kilátót 2016-ban felújították: kicserélték a tetőt, a szerkezeti elemeket, korlátokat és lépcsőket pedig újracsiszolták, újrafestették.

## Közlekedés
A Nagy-Hárs-hegy lábánál halad a Gyermekvasút; a hegy déli oldalán található a Szépjuhászné állomása, majd a vonal megkerüli a Kis-Hárs-hegyet, és az északi oldalon található a Hárshegy állomás.
A hegyen burkolt utak nincsenek, csak sétautak, illetve (jelzett) turistautak.

## Turizmus
A hegy tetején áll a Kaán Károly-kilátó, ahonnan körpanoráma tárul a látogató elé. A kilátó alapzata vasbeton vázon kőburkolattal, a többi szint fából épült. A hegyet megkerüli a Hárs-hegyi tanösvény.

## Képek

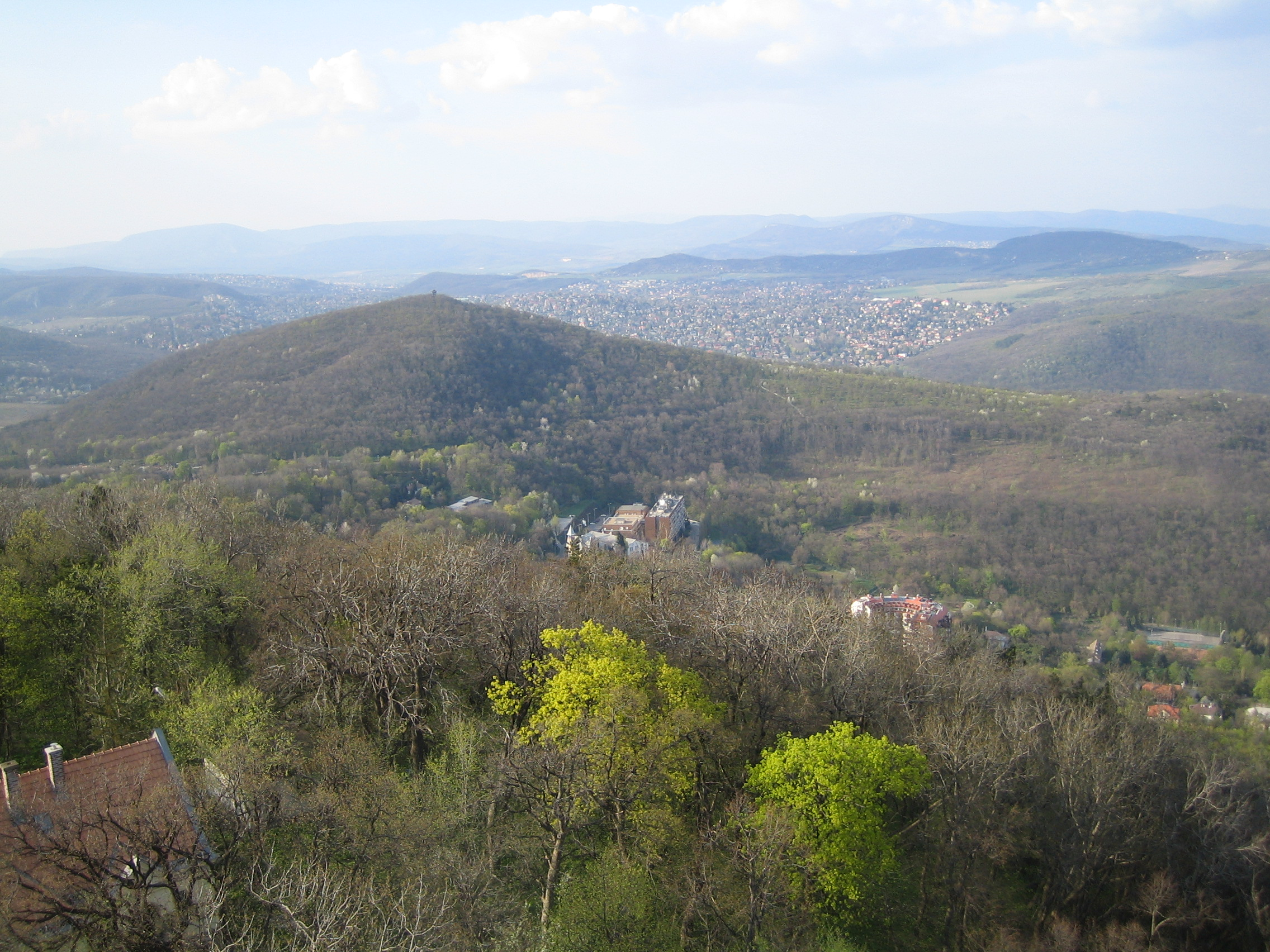
A hegy 2008 áprilisában a János-hegyről nézve
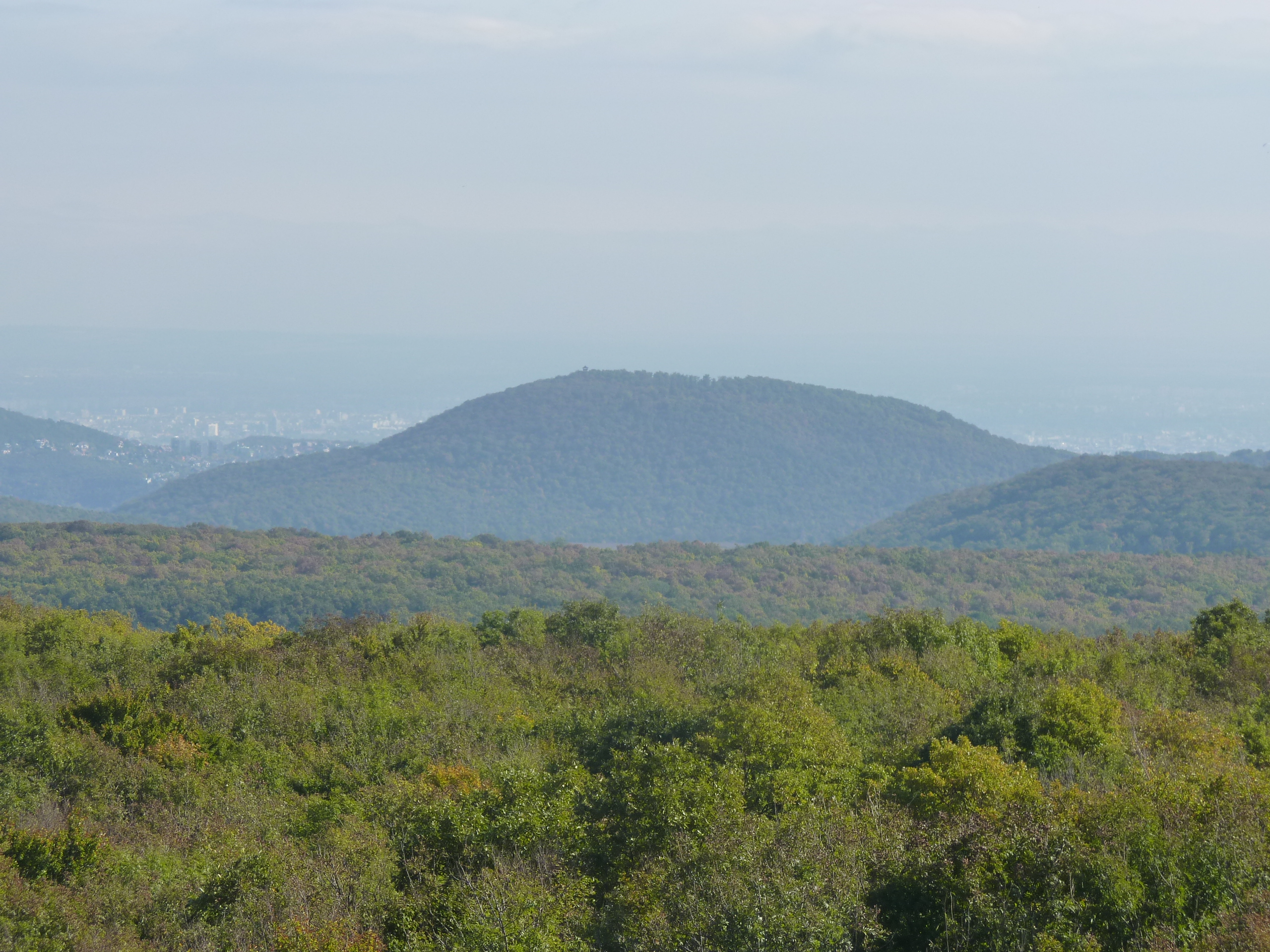
A Nagy-Hárs-hegy a Nagy-Kopaszról nézve
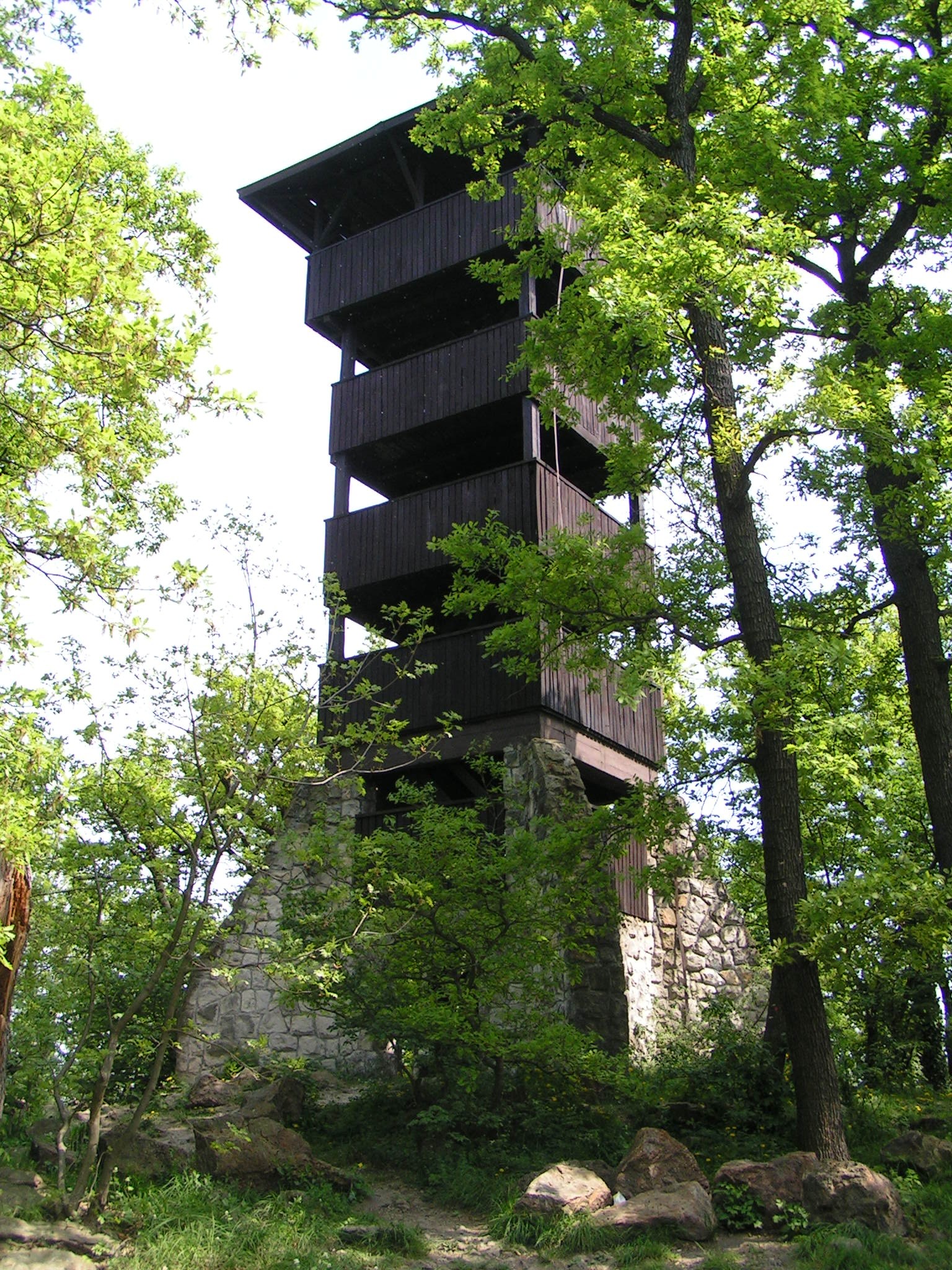
A Kaán Károly-kilátó 2011-ben
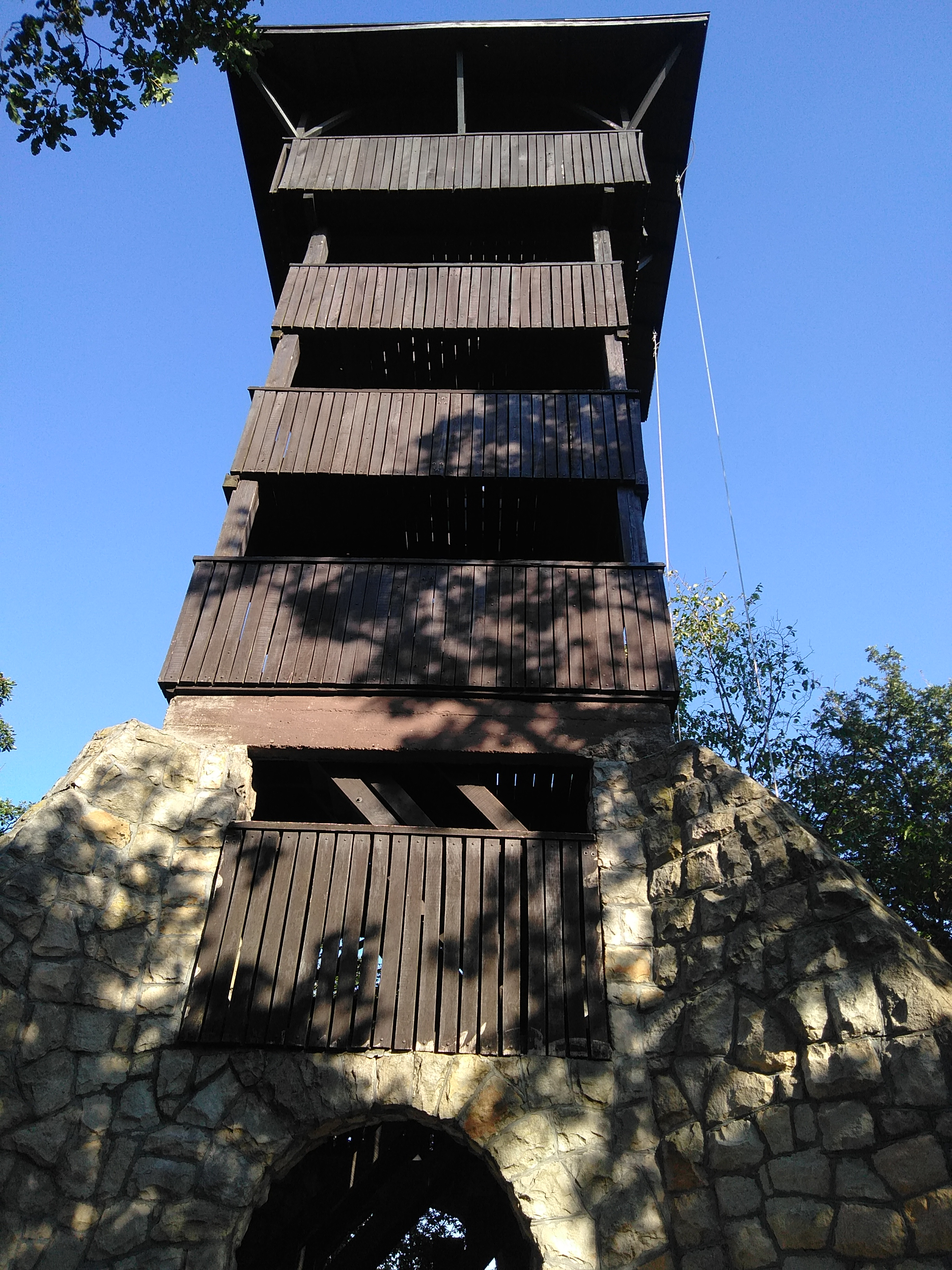
A kilátó tövében 2023-ban
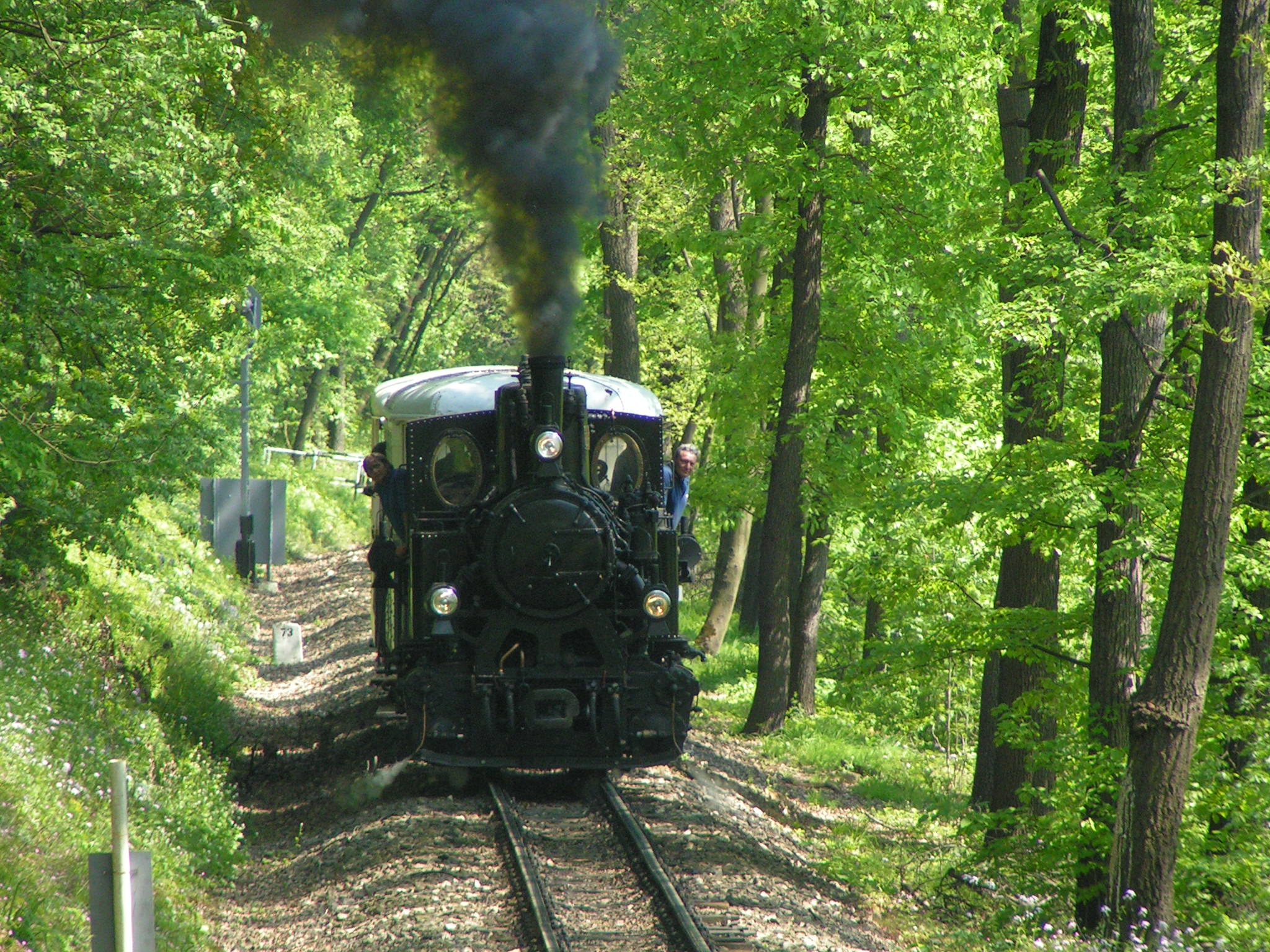
Nosztalgiavonat a hegy oldalában kanyargó Gyermekvasúton
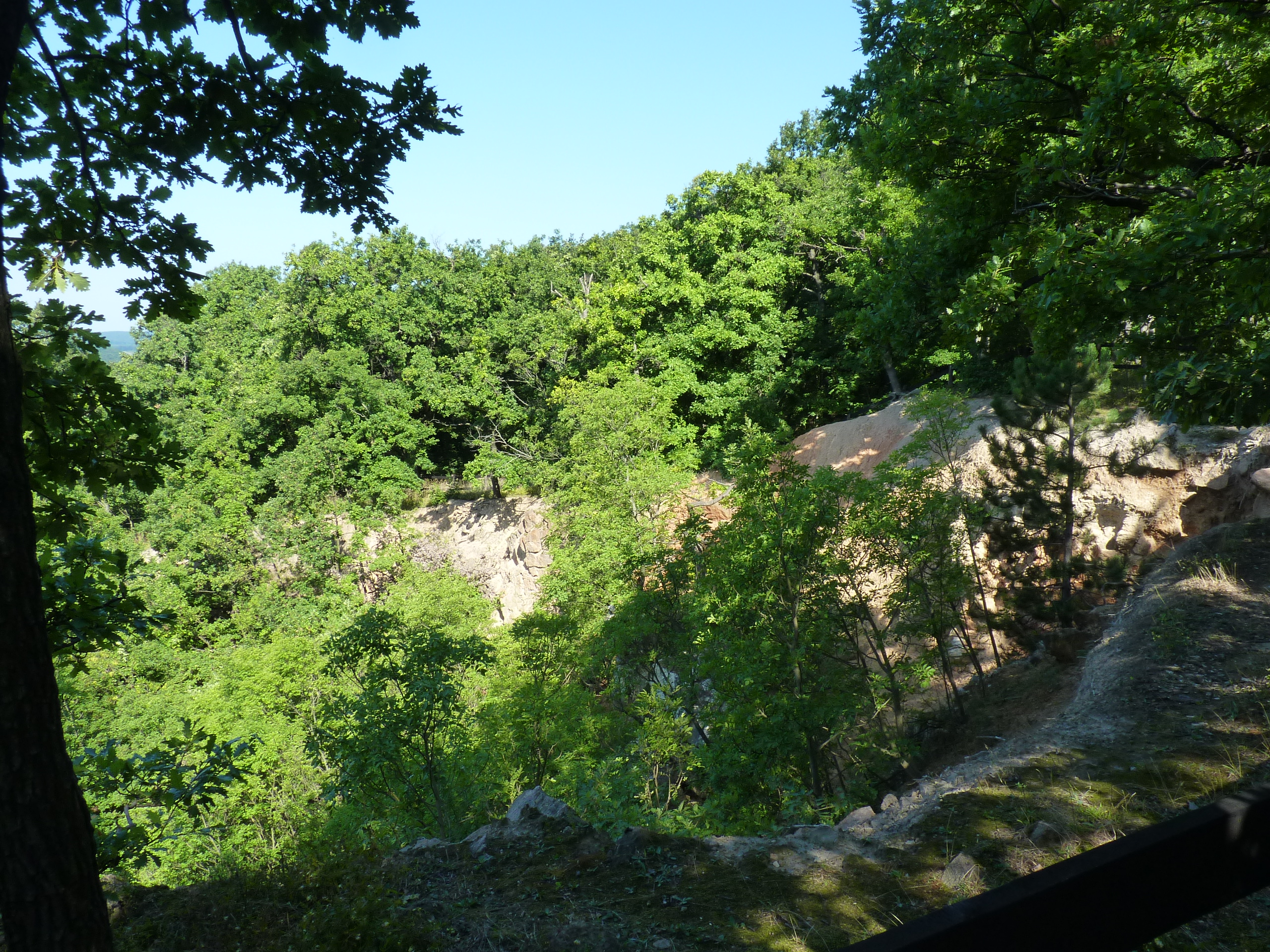
Felhagyott kőfejtő a hegy oldalában